# Aeschynomene brevipes
Aeschynomene brevipes är en ärtväxtart som beskrevs av George Bentham. Aeschynomene brevipes ingår i släktet Aeschynomene och familjen ärtväxter. IUCN kategoriserar arten globalt som livskraftig. Inga underarter finns listade i Catalogue of Life.